# Эфир (стихия)
Эфи́р (от др.-греч. αἰθήρ — «эфир, верхний воздух»; лат. aether) — тончайшая пятая стихия в античной и средневековой натурфилософии, физике и алхимии. Его синонимами были термины «пятая стихия» («пятый элемент»), «пятое тело» (πέμπτον σῶμα, quintum corpus; «пятое простое тело»), «пятая сущность» (quinta essentia, «квинтэссенция»). Латинские эквиваленты термина использовались в римской и средневековой философии.
Изначально в древнегреческой мифологии термин «эфир» обозначал верхний (горный), особо тонкий (разреженный), прозрачный и лучезарный слой воздуха, которым дышат боги.
Приблизительно в таком смысле (небесное вещество) этот термин употребляли в ранней древнегреческой философии досократики — Анаксагор, Эмпедокл.
Эмпедокл создал учение о четырёх стихиях (элементах) — воде, земле, огне и воздухе. Аристотель добавил к ним тончайшую пятую стихию, пятый элемент — эфир, который он противопоставлял остальным четырём. Четыре стихии, из которых состоит весь подлунный мир, совершают движение по вертикали и горизонтали и могут преобразовываться друг в друга. Небесные тела, которые находятся в сферах космоса на уровне Луны и выше (надлунный мир), состоят из эфира, который вечен, не переходит в другие стихии и совершает круговые движения.
Этот термин сохранился в римской и средневековой философии. Его употребляет Лукреций.
Понятие «эфир» также употребляется духовными писателями: Святителем Игнатием (Брянчаниновым) (называет душу «эфирным телом») и Святителем Феофаном Затворником (писал, что «оболочка души из тонкой невещественной стихии эфира»).

## Квинтэссенция

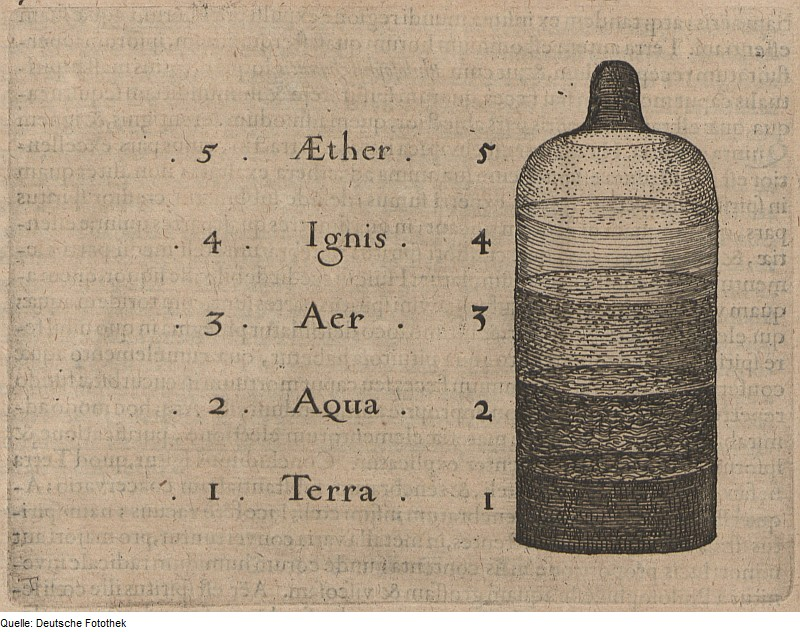
Символическое изображение основных элементов: эфир на самом верху. Из книги Utriusque cosmi metaphysica, physica atque technica historia Роберта Фладда 1617 г.

Термин «квинтэссенция» позднее приобрёл и самостоятельное значение. В частности, у Парацельса квинтэссенция — тончайшая субстанция вообще, «экстракт» всех элементов. Такой квинтэссенцией мира, произведённой Богом из «вытяжки» целого мира как бы в гигантской алхимической лаборатории, по Парацельсу, является человек.

## Душа и жизнь как пятый элемент
В натурфилософии и оккультизме четыре стихии с древности связывались с астрологией, их вариация — пять элементов связывалась с тонкими телами человека (разум — инд. манас, чувства, плоть и материя, и т. п.), то есть с микрокосмом и макрокосмом (вселенной). Пятый элемент Платон и Аристотель считали важнейшим. По Парацельсу, 5-я стихия Эфир является квинтэссенцией всех стихий. Парацельс и другие античные и средневековые натурфилософы считали, что при смерти тело разлагается на 4 стихийных первоэлемента, а пятый элемент Дух продолжает некоторое время жить, по инерции навещая места, бывшие ему привычными при жизни. Души умерших в оккультизме называются элементёры, это слово похоже на элементали — мифических существ, связанных с 4 физическими стихиям. Понятие 5 элементов связывается эзотериками с индийской философией санкхья, гунами, индо-китайским понятием прана, ци — то есть «дыхание, жизнь». Подобная идея была проиллюстрирована в популярном фильме «Пятый элемент», где пятым элементом была любовь героев, которых играли Брюс Уиллис и Милла Йовович.
Таким образом к 4 стихиям добавляются дихотомия «Жизнь и Смерть». К стихии Смерти в современном фэнтези и эзотерике причисляют таких мифических существ как нежить (оживших мертвецов), а призывающие её персонажи называются некроманты, подобная магическая система есть в играх Might and Magic, Diablo, Lineage 2, и многих других. Соответственно персонаж развивающийся по стихии Жизни овладевает умениями лечения, призыва элементалей-лекарей, и, в некоторых играх, воскрешением мёртвых игроков.

## Другие трактовки
Существуют другие дихотомии, развившиеся и систематизированные в современном фэнтези и эзотерике: Свет и Тьма, Добро и зло (с соответствующим отделением ангелов и фей от нечистой силы), и т. п.
Особенно такая систематика развита в ролевых играх — компьютерных, настольных и коллекционных карточных, также прослеживается в стихиях (мастях) карт Таро и в произошедших от них игральных картах.

## Юникод
В Юникоде есть алхимический символ эфира (лат. quinta essentia).
| Графема | Unicode | Unicode                            | HTML              | HTML       | HTML      |
| Графема | Код     | Название                           | Шестнадцатеричное | Десятичное | Мнемоника |
| ------- | ------- | ---------------------------------- | ----------------- | ---------- | --------- |
| 🜀       | U+1F700 | ALCHEMICAL SYMBOL FOR QUINTESSENCE | &#x1F700;         | &#128768;  | —         |